# Luis Ardente
Luis Emanuel Ardente (San Isidro, Buenos Aires, Argentina, 17 de septiembre de 1981) es un Exfutbolista argentino. Su último club fue Cañuelas de la Primera B Metropolitana.  
El 9 de abril de 2016 jugando para San Martín (SJ) anotó su primer gol oficial, de penal frente a Huracán a los 2 minutos del primer tiempo.

## Historia
Surgió de las divisiones inferiores de Tigre. En el equipo Matador debutó en 2001 y consiguió los torneos Apertura 2004 y Clausura 2005 de Primera B en una campaña histórica (récord de puntos), lo que les posibilitó el ascenso directo a la Primera B Nacional.
Formó parte del plantel que consiguió el subcampeonato en los torneos Apertura 2007 y Apertura 2008. En este último, realizó su debut en la máxima categoría en el encuentro en el que Tigre venció a Boca Juniors por 1 a 0, en el triangular de desempate para definir al campeón, siendo fundamental en el triunfo de su equipo aunque no le alcanzó para dar por primera vez la vuelta olímpica.
En 2011, fichó por San Martín de San Juan. En sus primeros años era el arquero suplente detrás de Luciano Pocrnjic pero luego, a raíz de sus buenas actuaciones cuando le tocó atajar, tomó la titularidad, siendo un pilar indiscutible del equipo. Logró el ascenso directo a la élite del fútbol argentino en la temporada 2014. se convirtió, en 2019, en el arquero con más presencias en la historia del Verdinegro.
En 2020 abandonaría en club después de varios años y en 2021 firmaría con Estudiantes de Río Cuarto.
El 6 de diciembre de 2023 le puso fin a su carrera como futbolista profesional.

## Trayectoria
| Club                      | País      | Año       |
| ------------------------- | --------- | --------- |
| Tigre                     | Argentina | 2001-2006 |
| San Telmo                 | Argentina | 2006-2007 |
| Tigre                     | Argentina | 2007-2011 |
| San Martín de San Juan    | Argentina | 2011-2020 |
| Estudiantes de Río Cuarto | Argentina | 2020-2021 |
| Boca Unidos               | Argentina | 2021      |
| San Telmo                 | Argentina | 2022      |
| Cañuelas                  | Argentina | 2023      |

## Palmarés

### Campeonatos nacionales
| Campeonato | Club  | País      | Año     |
| ---------- | ----- | --------- | ------- |
| Primera B  | Tigre | Argentina | 2004/05 |

### Otros logros
| Logro                      | Club                  | País      | Año  |
| -------------------------- | --------------------- | --------- | ---- |
| Ascenso a Primera División | San Martín (San Juan) | Argentina | 2014 |